# ميشكه (مقاطعة فومن)
ميشكه (بالفارسية: میشکه) هي قرية تقع في غيلان في إيران. يقدر عدد سكانها بـ 50 نسمة بحسب إحصاء 2016.